# Numéro un (émission de télévision)
 (janvier 2016).
Si vous disposez d'ouvrages ou d'articles de référence ou si vous connaissez des sites web de qualité traitant du thème abordé ici, merci de compléter l'article en donnant les références utiles à sa vérifiabilité et en les liant à la section « Notes et références ».
Pour les articles homonymes, voir Numéro un.
Numéro un est une émission télévisée française de variétés créée par Maritie et Gilbert Carpentier, et diffusée dans différents pays francophones de 1975 à 1982. 
En France, l'émission était diffusée en soirée, sur TF1. Chaque édition mettait en valeur un artiste différent, certaines dans de véritables comédies musicales écrites spécialement pour l'occasion.
Remplaçant Top à... à la suite de la dissolution de l'ORTF fin 1974, elle a été suivie dans l'esprit de leur précédente émission par Formule un (1982-1985). Certaines de ces émissions sont régulièrement rediffusées sur Télé Melody et sur Paris Première.
Jacques Brel, qui avait abandonné la scène en 1967, sera très sollicité en 1972, 1974, 1976 et 1977, mais il refusera toujours de participer à cette émission, comme tant d'autres artistes. Yves Montand, lui aussi souvent demandé, ne fera qu'une très courte apparition à l'une des émissions Numéro un, mais ne chantera pas. Autre exemple, le chanteur Jean Ferrat ne participa jamais à cette émission. Pourtant, il fut souvent contacté par le couple Carpentier, surtout en 1976 et en 1980.   
Il y avait d'autres artistes qui voulaient participer à cette émission, mais qui furent contraints d'annuler leur participation, à cause d'un emploi du temps chargé, comme par exemple les Compagnons de la chanson, qui devaient avoir leur Numéro un. Une autre date sera envisagée, mais finalement avec l'agenda très chargé des réalisations des émissions et les engagements faits avec les artistes, une autre date ne sera finalement jamais trouvée. Cette situation se reproduira pour d'autres artistes.
Avec un agenda très complet, le couple Carpentier devait trouver une date pour des artistes qui auraient leur Numéro Un, en vedette, pour des artistes comme Dick Rivers, Pierre Bachelet, Anne Sylvestre, Isabelle Aubret, par exemple (parmi d'autres), mais finalement, le couple Carpentier n'arrivera pas à trouver une date pour ces artistes, preuve que la liste d'attente était longue. 
Il sera aussi reproché au couple Carpentier de ne pas faire venir à leur émission des grandes stars internationales, comme par exemple, Elvis Presley, Barbra Streisand, Pink Floyd, Kate Bush, Frank Sinatra, John Lennon, etc. : le couple Carpentier répondra qu'ils demandaient des cachets trop élevés, impossibles à obtenir, pour de telles stars. De plus, si ça avait été possible, la star devait toujours être en vedette, interprétant au minimum cinq titres pour une émission. Toutefois, des vedettes internationales comme Kate Bush ou Rod Stewart chanterons en play-back seulement, une chanson, par la suite.

## Concept
L'originalité de ces émissions étaient qu'elles n'étaient pas présentées par des animateurs mais par les chanteurs eux-mêmes. Maritie et Gilbert Carpentier avaient déjà expérimenté la formule avec Sacha Distel dans le Sacha Show de 1963 à 1971. Certaines vedettes à qui ils consacrent un Numéro un feront par la suite une carrière d'animateur à part entière, tels Karen Cheryl, qui présentera plusieurs émissions ensuite dont Vitamine en 1985 et Hugo Délire en 1992, ou Dave. 
Contrairement à ce qui leur a été injustement reproché, les Carpentier ne prenaient pas "toujours les mêmes". Si de très grands artistes comme Sylvie Vartan,, Nana Mouskouri, Michel Sardou ou Joe Dassin ont systématiquement eu leur Numero un tous les ans, voire deux fois par an, car ils étaient vendus à l'étranger, la programmation était très éclectique. Beaucoup d'artistes peu médiatiques (Tino Rossi, Jean Sablon, Georges Brassens...), débutants (Dave, Alain Souchon, Marie-Paule Belle, Jeane Manson, Francis Cabrel, Michel Berger...), ou n'appartenant pas au monde de la chanson (Guy Bedos, Claudia Cardinale, Gérard Depardieu, Omar Shariff...) eurent également leur show en vedette. Le chanteur de variétés Carlos est la vedette qui participera le plus à cette émission : 30 participations, entre 1975 et 1982. Carlos avait aussi participé, avant 1975, à 7 émissions de Top à...du couple Carpentier.    

L'utilisation du Play-back était un autre problème souvent abordé pour cette émission. Certains artistes invités à cette émission refusaient de chanter en play-back, comme par exemple, le chanteur Gilbert Bécaud, ou Georges Brassens .   

## Détail des émissions
1975 (28 émissions)
- Numéro un Michael Denard (5 avril)
- Numéro un Jean-Claude Brialy (12 avril)
- Numéro un Guy Bedos et Sophie Daumier (19 avril)
- Numéro un Joe Dassin (26 avril)
- Numéro un Mouloudji (3 mai)
- Numéro un Jean-Jacques Debout (10 mai)
- Numéro un Yves Lecoq (17 mai)
- Numéro un Mireille Mathieu (24 mai)
- Numéro un Sacha Distel (31 mai)
- Numéro un Claude François (7 juin)
- Numéro un Guy Béart (14 juin)
- Numéro un Johnny Hallyday (21 juin)
- Numéro un Jean-Pierre Darras (28 juin)
- Numéro un Alexis Weissenberg (13 septembre)
- Numéro un Annie Cordy (20 septembre)
- Numéro un Sacha Distel (27 septembre)
- Numéro un Jean Piat (4 octobre)
- Numéro un Serge Reggiani (11 octobre)
- Numéro un Eddy Mitchell (18 octobre)[2]
- Numéro un Guy Béart (25 octobre)
- Numéro un Michel Sardou (1er novembre)
- Numéro un Daniel Guichard (15 novembre)
- Numéro un Julien Clerc (22 novembre)
- Numéro un Enrico Macias (29 novembre)
- Numéro un Nana Mouskouri (6 décembre)
- Numéro un Guy Bedos (13 décembre)
- Numéro un Joe Dassin (20 décembre)
- Numéro un Roger Pierre (27 décembre)

1976 (37 émissions)
- Numéro un Michel Delpech (3 janvier)
- Numéro un Marcel Amont (10 janvier)
- Numéro un Jacqueline Maillan (17 janvier)
- Numéro un Carlos (24 janvier)
- Numéro un Gérard Lenorman (31 janvier)
- Numéro un Yves Lecoq (7 février)
- Numéro un Dalida (14 février)
- Numéro un Charles Aznavour (21 février)
- Numéro un Enrico Macias (28 février)
- Numéro un Thierry Le Luron (6 mars)
- Numéro un Claude François (de 8 à 88 ans)  (13 mars)
- Numéro un Roger Pierre (20 mars)
- Numéro un Mireille Mathieu (27 mars)
- Numéro un Serge Lama (10 avril)
- Numéro un Jean-Claude Brialy (17 avril)
- Numéro un Marcel Amont (24 avril)
- Numéro un Jean-Jacques Debout (1er mai)
- Numéro un Les Grands Enfants (8 mai)
- Numéro un Annie Cordy (15 mai)
- Numéro un Michel Berger : Émilie ou la Petite Sirène 76 (22 mai) - comédie musicale originale
- Numéro un Michel Fugain et le Big Bazar (29 mai)
- Numéro un Roger Pierre (5 juin)
- Numéro un Joe Dassin (12 juin)
- Numéro un Mort Shuman (19 juin)
- Numéro un Gilbert Bécaud (26 juin)
- Numéro un Thierry Le Luron (18 septembre)
- Numéro un Michel Sardou (25 septembre)
- Numéro un George Chakiris (2 octobre)
- Numéro un Jane Birkin (9 octobre)
- Numéro un Nana Mouskouri (16 octobre)
- Numéro un Sacha Distel (23 octobre)
- Numéro un Annie Cordy (30 octobre)
- Numéro un Québec (6 novembre)
- Numéro un Nicolas Peyrac (13 novembre)
- Numéro un Guy Bedos (4 décembre)
- Numéro un Joe Dassin (11 décembre)
- Numéro un Sylvie Joly (18 décembre)

1977 (34 émissions)
- Numéro un Enrico Macias (8 janvier)
- Numéro un Eddy Mitchell (15 janvier)[3]
- Numéro un Serge Lama (5 février)
- Numéro un : The Demis Roussos Magic (26 février) - comédie musicale originale
- Numéro un Petula Clark en direct du festival de Monte-Carlo (19 février)
- Numéro un Carlos (5 mars)
- Numéro un Gilbert Bécaud (12 mars)
- Numéro un Marie-Paule Belle (19 mars)
- Numéro un Paul Anka (22 mars)[4]
- Numéro un Mireille Mathieu (26 mars)
- Numéro un Guy Bedos (23 avril)
- Numéro un Mort Shuman (14 mai)
- Numéro un Julien Clerc (21 mai)
- Numéro un Jean-Jacques Debout (28 mai)
- Numéro un Nicole Croisille (4 juin)
- Numéro un Johnny Hallyday (11 juin)
- Numéro un Michel Sardou (25 juin)
- Numéro un Joe Dassin (2 juillet)
- Numéro un Jean-Marc Thibault (30 aout)
- Numéro un Sophie Desmarets (3 septembre)
- Numéro un Sylvie Vartan : Dancing Star (10 septembre) - comédie musicale originale[5]
- Numéro un Serge Reggiani (24 septembre)
- Numéro un Nana Mouskouri (1er octobre)
- Numéro un Gérard Lenorman (8 octobre)
- Numéro un Enrico Macias (15 octobre)
- Numéro un Roger Pierre (29 octobre)
- Numéro un Claude Nougaro (5 novembre)
- Numéro un Sacha Distel (12 novembre)
- Numéro un Georges Brassens (19 novembre)
- Numéro un Claude François (26 novembre)
- Numéro un Annie Cordy (3 décembre)[6]
- Numéro un Joe Dassin (10 décembre)
- Numéro un Jacqueline Maillan : La Petite Française (17 décembre)
- Numéro un Tino Rossi (24 décembre)[5]

1978 (32 émissions dont 2 best of)
- Numéro un Claudia Cardinale (7 janvier)
- Numéro un Annie Cordy (14 janvier)
- Numéro un Michel Sardou (28 janvier)
- Numéro un Yves Simon (4 février)
- Numéro un Carlos (11 février)
- Numéro un Pétula Clark (25 février)
- Numéro un Guy Béart (4 mars)
- Numéro un France Gall (11 mars)
- Numéro un Robert Charlebois (18 mars)
- Numéro un Alain Souchon (25 mars)
- Numéro un Jean-Claude Brialy (1er avril)
- Numéro un Chantal Goya : Je reviendrai Marie-Rose (8 avril)
- Numéro un Demis Roussos (15 avril)
- Numéro un Charles Aznavour (29 avril)
- Numéro un Michel Fugain (6 mai)
- Numéro un Johnny Mathis (20 mai)
- Numéro un Thierry Le Luron (27 mai)
- Numéro un Zizi Jeanmaire (3 juin)
- Numéro un Mort Shuman (10 juin)
- Numéro un Serge Lama (17 juin)
- Numéro un Michel Sardou (1er juillet)
- Numéro un Jaïro (8 juillet)
- Numéro un Jeunes (12 aout)
- Numéro un Yves Duteil (2 septembre)
- Numéro un spécial Semaine française à la télévision soviétique 1 (9 septembre) - best of
- Numéro un Gilbert Bécaud (16 septembre)
- Numéro un Julien Clerc (23 septembre)
- Numéro un spécial Claude François (7 octobre)
- Numéro un spécial Semaine française à la télévision soviétique 2 (?) - best of
- Numéro un Enrico Macias (11 novembre)
- Numéro un Michel Berger (18 novembre)
- Numéro un Joe Dassin (25 novembre)
- Numéro un Mireille Mathieu (16 décembre)
- Numéro un Chantal Goya : Au bonheur des enfants (23 décembre)

Alain Delon fait une apparition muette le 14 janvier 1978.
1979 (33 émissions)
- Numéro un Thierry Le Luron (6 janvier)
- Numéro un Alain Souchon (13 janvier)
- Numéro un Petula Clark (20 janvier)[7]
- Numéro un Jacques Martin (3 février)
- Numéro un Eddy Mitchell (10 février)[8]
- Numéro un Nana Mouskouri (17 février)[9]
- Numéro un Marie-Paule Belle (14 avril)
- Numéro un Annie Cordy (21 avril)
- Numéro un Gérard Lenorman (5 mai)
- Numéro un Dalida (12 mai)
- Numéro un Jean-Jacques Debout (26 mai)
- Numéro un Mort Shuman (2 juin)
- Numéro un Thierry Le Luron (16 juin)
- Numéro un Michel Sardou (23 juin)
- Numéro un Carlos (30 juin)
- Numéro un Claude Nougaro (7 juillet)
- Numéro un Demis Roussos (21 juillet)
- Deux Numéros un : Louis Chédid et Daniel Balavoine (4 août)
- Numéro un Jeane Manson (25 aout)
- Numéro un Jean Sablon (1er septembre)
- Numéro un Francis Perrin (8 septembre)
- Numéro un Enrico Macias (22 septembre)
- Numéro un Véronique Sanson (2 octobre)
- Numéro un Nana Mouskouri (6 octobre)
- Numéro un Patrick Juvet (20 octobre)
- Numéro un Joe Dassin (3 novembre)
- Numéro un Dave (10 novembre)
- Numéro un Mireille Mathieu (17 novembre)
- Numéro un Jacques Villeret (24 novembre)
- Numéro un Jacqueline Maillan (8 décembre)
- Numéro un Alex Metayer (15 décembre)
- Numéro un Charles Aznavour : Spécial Noël (22 décembre)
- Numéro un Raymond Devos (31 décembre)

1980 (34 émissions dont 2 best of)
- Numéro un Alice Dona (12 janvier)
- Numéro un Roger Pierre (19 janvier)
- Numéro un Julio Iglesias (26 janvier)
- Numéro un à Monte-Carlo (9 février)
- Numéro un Gilbert Bécaud (16 février)
- Numéro un Michel Sardou (23 février)
- Numéro un Guy Marchand (1er mars)
- Numéro un Charles Aznavour (8 mars)
- Numéro un Eddy Mitchell (15 mars)
- Numéro un Gérard Lenorman (22 mars)
- Numéro un Julien Clerc (12 avril)
- Numéro un Dalida (26 avril)
- Numéro un des Numéros un (3 mai) - best of
- Numéro un Annie Cordy (10 mai)[10]
- Numéro un Sacha Distel (17 mai)
- Numéro un Gérard Depardieu (27 mai)
- Numéro un Carlos (31 mai)
- Numéro un Serge Lama (14 juin)
- Numéro un : Number one (28 juin) - émission spéciale pour les États-Unis
- Numéro un Demis Roussos (5 juillet)
- Numéro un Karen Cheryl (2 août)
- Numéro un Jean-Pierre Darras (16 aout)
- Numéro un Jeane Manson (30 aout)
- Numéro un Alain Souchon (13 septembre)
- Numéro un Michel Sardou (20 septembre)
- Numéro un des Numéros un (4 octobre)
- Numéro un Sacha Distel : Follies (11 octobre)
- Numéro un Nana Mouskouri (18 octobre)
- Numéro un Joe Dassin : Il était une fois (1er novembre)
- Numéro un Thierry Le Luron (8 novembre)
- Numéro un Michel Berger et France Gall (15 novembre)
- Numéro un Julio Iglesias (13 décembre)
- Numéro un Mireille Mathieu (20 décembre)
- Numéro un Annie Cordy (31 décembre)

Yves Montand fait une apparition muette de quelques secondes dans l'émission du 23 février, pour donner un briquet à Michel Sardou.
1981 (23 émissions dont un best of)
- Numéro un Roland Magdane sans gêne (3 janvier)
- Numéro un Mort Shuman (10 janvier)
- Numéro un Dalida (17 janvier)
- Numéro un Eddy Mitchell (7 février)
- Numéro un Mireille Mathieu au festival de Monte-Carlo (21 février)
- Numéro un Magdane Circus (14 mars)
- Numéro un Serge Lama (21 mars)
- Numéro un Alice Dona (2 avril)
- Numéro un Carlos (11 avril)
- Numéro un Julien Clerc (18 avril)
- Numéro un des Numéros un (9 mai) - best of
- Numéro un Gérard Lenorman (16 mai)
- Numéro un Omar Sharif (6 juin)
- Numéro un Julio Iglesias (13 juin)
- Numéro un Enrico Macias (20 juin)
- Numéro un des numéros à suivre (23 juin) avec Chantal Gallia
- Numéro un Claude Nougaro (12 septembre)
- Numéro un Nana Mouskouri (19 septembre)
- Deux Numéros un du rire : Roger Pierre et Jean-Marc Thibault
- Numéro un Jeane Manson : La Belle Histoire de Shirley Violette (24 octobre) - comédie musicale originale[5]
- Numéro un Francis Cabrel (7 novembre)
- Numéro un Chantal Goya (14 novembre)
- Numéro un Julio Iglesias (22 décembre)

1982 (1 émission)
- Numéro un Dalida (1er janvier)